# Me Leva (álbum)
Me Leva é um álbum de estúdio do cantor Netinho, lançado em 1997 pela Polygram. Esse álbum vendeu mais de 250 mil cópias e sendo certificado com Disco de Platina pela ABPD.